# Аманаб
Аманаб — язык в Папуа-Новой Гвинее, на котором говорят жители одноимённого муниципалитета. Входит в состав погранично-папуасской семьи.
По данным 2003 года, на языке аманаб говорили 4420 человек в провинции Сандаун у границы с Индонезией.
Для записи слов на этом языке используется латиница.

## Фонология
Согласные
|                           |                           | Губные | Переднеязычные | Дорсальные |
| ------------------------- | ------------------------- | ------ | -------------- | ---------- |
| Носовые                   | Носовые                   | m      | n              |            |
| Взрывные                  | Преназализованные         | ᵐb     | ⁿd             | ᵑɡ         |
| Взрывные                  | Глухие                    | p      | t              | k          |
| Фрикативные               | Глухие                    | ɸ      | s              | h          |
| Фрикативные               | Звонкие                   | ɸ      |                | ɣ          |
| Аппроксиманты/Одноударные | Аппроксиманты/Одноударные | w      | l~ɾ            | j          |

Гласные
|         | Передние | Задние |
| ------- | -------- | ------ |
| Верхние | i        | u      |
| Средние | ɛ        | ɔ      |
| Нижние  | ɑ        | ɑ      |